# Jaka Blažič
Jaka Blažič (Jesenice, 30 giugno 1990) è un cestista sloveno.

## Carriera
Con la Slovenia ha disputato i Giochi olimpici di Tokyo 2020, i Campionati mondiali del 2014 e quattro edizioni dei Campionati europei (2013, 2015, 2017, 2022).

## Statistiche

### Eurolega
| Anno      | Squadra          | PG  | PT | MP   | TC%  | 3P%  | TL%  | RP  | AP  | PRP | SP  | PP   |
| --------- | ---------------- | --- | -- | ---- | ---- | ---- | ---- | --- | --- | --- | --- | ---- |
| 2011-2012 | Olimpija Lubiana | 10  | 1  | 14,2 | 35,0 | 18,2 | 60,0 | 2,4 | 0,4 | 0,2 | 0,0 | 3,6  |
| 2012-2013 | Olimpija Lubiana | 10  | 9  | 28,4 | 37,3 | 27,8 | 73,1 | 4,0 | 1,9 | 0,5 | 0,0 | 12,4 |
| 2013-2014 | Stella Rossa     | 10  | 2  | 19,7 | 46,2 | 34,5 | 75,0 | 3,5 | 1,1 | 0,9 | 0,2 | 10,3 |
| 2014-2015 | Stella Rossa     | 24  | 10 | 21,4 | 42,2 | 30,9 | 75,0 | 2,8 | 1,0 | 0,5 | 0,1 | 9,1  |
| 2015-2016 | Saski Baskonia   | 29  | 3  | 19,1 | 43,6 | 35,2 | 79,3 | 3,2 | 0,6 | 0,6 | 0,0 | 7,8  |
| 2016-2017 | Saski Baskonia   | 33  | 7  | 13,6 | 39,7 | 38,7 | 56,0 | 2,1 | 0,5 | 0,5 | 0,0 | 4,7  |
| 2018-2019 | Barcellona       | 25  | 7  | 13,7 | 46,5 | 38,7 | 80,9 | 2,3 | 0,6 | 0,4 | 0,1 | 5,2  |
| Carriera  | Carriera         | 141 | 39 | 17,6 | 41,8 | 33,8 | 74,3 | 2,7 | 0,7 | 0,5 | 0,1 | 7,0  |

### Eurocup
| Anno      | Squadra           | PG | PT | MP   | TC%  | 3P%  | TL%  | RP  | AP  | PRP | SP  | PP   |
| --------- | ----------------- | -- | -- | ---- | ---- | ---- | ---- | --- | --- | --- | --- | ---- |
| 2013-2014 | Stella Rossa      | 12 | 11 | 24,1 | 35,5 | 25,0 | 75,8 | 2,9 | 1,7 | 0,5 | 0,3 | 8,3  |
| 2017-2018 | Andorra           | 10 | 6  | 19,6 | 48,2 | 31,2 | 73,2 | 4,2 | 1,2 | 1,2 | 0,0 | 12,0 |
| 2019-2020 | Cedevita Olimpija | 10 | 10 | 27,5 | 34,3 | 22,0 | 70,0 | 4,0 | 2,4 | 0,7 | 0,1 | 9,8  |
| 2020-2021 | Cedevita Olimpija | 16 | 16 | 31,3 | 48,1 | 46,6 | 74,4 | 4,9 | 2,2 | 0,9 | 0,0 | 19,1 |
| 2021-2022 | Cedevita Olimpija | 19 | 19 | 31,1 | 41,2 | 38,4 | 75,6 | 4,8 | 3,6 | 0,8 | 0,0 | 15,4 |
| 2023-2024 | Cedevita Olimpija | 18 | 18 | 29,4 | 47,1 | 40,9 | 75,7 | 4,5 | 1,3 | 0,5 | 0,0 | 16,1 |
| Carriera  | Carriera          | 85 | 80 | 28,0 | 43,5 | 37,3 | 74,6 | 4,3 | 2,2 | 0,8 | 0,1 | 14,2 |

## Palmarès

### Squadra
- Campionato serbo: 1

Stella Rossa Belgrado: 2014-15
- Campionato sloveno: 1

Cedevita Olimpija: 2020-21
- Coppa di Slovenia: 4

Union Olimpija: 2012, 2013
Cedevita Olimpija: 2022, 2024
- Coppa di Serbia: 2

Stella Rossa Belgrado: 2014, 2015
- Copa del Rey: 1

Barcellona: 2019
- Supercoppa slovena: 3

Cedevita Olimpija: 2020, 2021, 2023
- Lega Adriatica: 1

Stella Rossa Belgrado: 2014-15

### Nazionale
- Europei: 
Romania/Finlandia/Israele/Turchia 2017

### Individuale
- All-Eurocup Second Team: 2

Cedevita Olimpija: 2020-21, 2021-22
- Quintetto ideale della ABA Liga: 2

Cedevita Olimpija: 2020-21, 2021-22